# Royal Edward
Die Royal Edward war ein 1908 unter dem Namen Cairo in Dienst gestelltes britisches Passagierschiff, das 1914 von der britischen Admiralität übernommen und am 13. August 1915 im Dienst als Truppentransporter in der östlichen Ägäis von einem deutschen U-Boot versenkt wurde. Von 1.637 Männern an Bord kamen 935 ums Leben, wobei die Zahlen in den unterschiedlichen Quellen auch differieren.

## Das Schiff
Das 11.117 BRT große Dampfschiff wurde auf der Werft Fairfield Shipbuilders in Govan bei Glasgow gebaut und lief dort im Juli 1907 unter dem Namen Cairo vom Stapel. Die Cairo und ihr Schwesterschiff Heliopolis (11.146 BRT) wurden für die britisch-registrierte Reederei Egyptian Mail Steamship Company gebaut und in deren Passagier- und Postservice von Marseille nach Alexandria eingesetzt. Die 160,36 Meter lange und 16,35 Meter breite Cairo wurde von drei Dampfturbinen angetrieben, die auf drei Propeller wirkten und eine maximale Geschwindigkeit von 19 Knoten ermöglichten. In den Passagierunterkünften war Platz für 344 Passagiere der Ersten, 210 der Zweiten und 530 der Dritten Klasse. Der Dampfer war mit elektrisch betriebenen Fahrstühlen, einer Funkanlage und Apparaten zum Aufspüren von U-Booten ausgestattet.
Im Januar 1908 wurde die Cairo fertiggestellt und nahm kurz danach ihren Dienst auf. Da sich der Postservice von Marseille nach Alexandria für die Egyptian Mail Steamship Company aber nicht rentierte, wurden die Cairo und die Heliopolis bereits 1909 wieder aus dem Verkehr gezogen und aufgelegt. 1910 stellte die Reederei ihren Betrieb ein und die Cairo und die Heliopolis wurden an die im selben Jahr gegründete Canadian Northern Steamship Company abgegeben, eine in Toronto sitzende Unterabteilung der Canadian Northern Railway.
Die beiden Schiffe wurden in Royal Edward (ex Cairo) und Royal George (ex Heliopolis) umbenannt und für den Nordatlantikverkehr umgerüstet. So wurde zum Beispiel der Rumpf beider Schiffe verstärkt, um besser gegen die raue See und das stürmische Wetter auf dem Nordatlantik gewappnet zu sein. Die neuen Eigner priesen die beiden Schiffe als „die schnellsten Dampfer nach Kanada“ mit „unübertroffenen Passagierkabinen in allen Klassen“ an. Am 12. Mai 1910 lief die Royal Edward zu ihrer ersten Fahrt für die Canadian Northern Steamship Company von Avonmouth nach Quebec und Montreal aus.
Im September 1914 führte sie ihre letzte Fahrt auf dieser Route durch. Unter den prominenten Passagieren während dieser Zeit auf der Nordatlantikroute waren unter anderem Albert Grey, 4. Earl Grey und Sir Robert Borden. Noch im selben Jahr wurden die Royal Edward und die Royal George von der britischen Admiralität übernommen und als Truppentransporter eingesetzt.

## Versenkung
Am 28. Juli 1915 lief die Royal Edward unter dem Kommando von Lieut. Commander Peter M. Wotton, RNR, mit 1367 Offizieren und Soldaten in Avonmouth aus. Die Mehrheit der Männer waren Nachschubkräfte für die 29. britische Division, es waren aber auch Mitglieder des Royal Army Medical Corps (RAMC) darunter. Ziel der Fahrt war die Halbinsel Gallipoli. Am Abend des 28. Juli passierte die Royal Edward die Halbinsel The Lizard und am 10. August traf sie in Alexandria ein. Die Royal George war bereits am Vortag aus Devonport kommend in Alexandria eingelaufen. Nächstes Ziel war die Hafenstadt Moudros auf der griechischen Insel Limnos, einem Zwischenstopp auf dem Weg zu den Dardanellen.
Am Morgen des 13. August 1915 passierte die Royal Edward bei der zu der Inselgruppe Dodekanes gehörenden Insel Kandeloussa in der östlichen Ägäis das britische Hospitalschiff Soudan, das in entgegengesetzter Richtung fuhr. Oberleutnant zur See Heino von Heimburg an Bord seines U-Boots UB 14 sichtete die beiden Schiffe. Da die Soudan deutlich als Hospitalschiff zu erkennen war, ließ von Heimburg sie unbehelligt davonfahren und konzentrierte sich stattdessen etwa sechs Seemeilen westlich von Kandeloussa auf die Royal Edward. Von Heimburg ließ kurz nach 09.00 Uhr vormittags aus einer Entfernung von etwa einer Seemeile (zwei Kilometer) einen Torpedo abfeuern, der die Royal Edward im Heck traf. Das Schiff sank innerhalb von sechs Minuten über das Heck.
Die Besatzung der Royal Edward schaffte es noch, ein Notsignal abzusetzen. Die Soudan kehrte um und traf gegen 10.00 Uhr am Unglücksort ein, wo sie über die folgenden sechs Stunden 440 Männer rettete. Zwei französische Zerstörer und mehrere Trawler nahmen zusammen weitere 221 Männer auf. Die Autoren James Wise und Scott Baron geben die Anzahl der Todesopfer mit 935 an und führen diese hohe Zahl darauf zurück, dass an Bord der Royal Edward gerade eine Rettungsübung beendet worden war und sich die meisten Männer unter Deck befanden, um ihre Ausrüstung zu verstauen. Auch Commander Wotton war unter den Todesopfern. Die Zahlen sind jedoch strittig. Andere Quellen geben die Zahl der Toten mit 132 über 1.386 bis hin zu 1.865 an. Die genaue Anzahl lässt sich nicht mehr feststellen.
Am Abend des 13. August gegen 21.30 Uhr kreuzte das britische Hospitalschiff Devanha die Untergangsstelle, an der Schwimmwesten, Rettungsboote, Planken und andere Trümmer trieben. An Bord der Devanha wurde eine Trauerfeier abgehalten, an der die gesamte Besatzung teilnahm.